# Глина

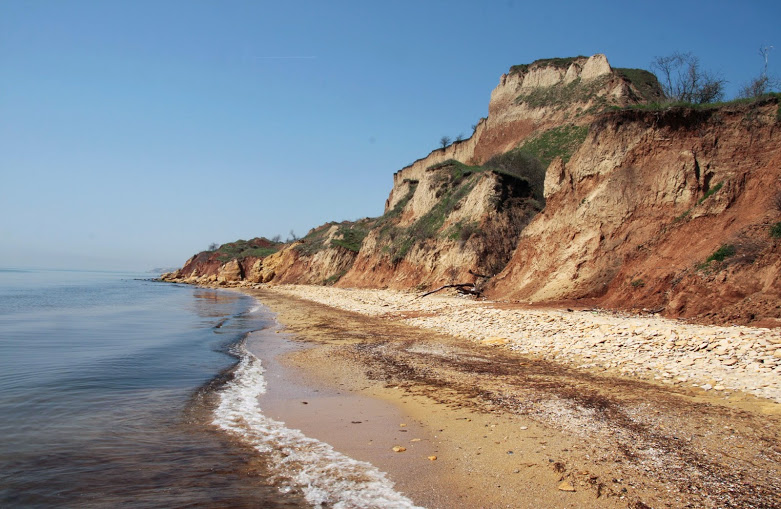

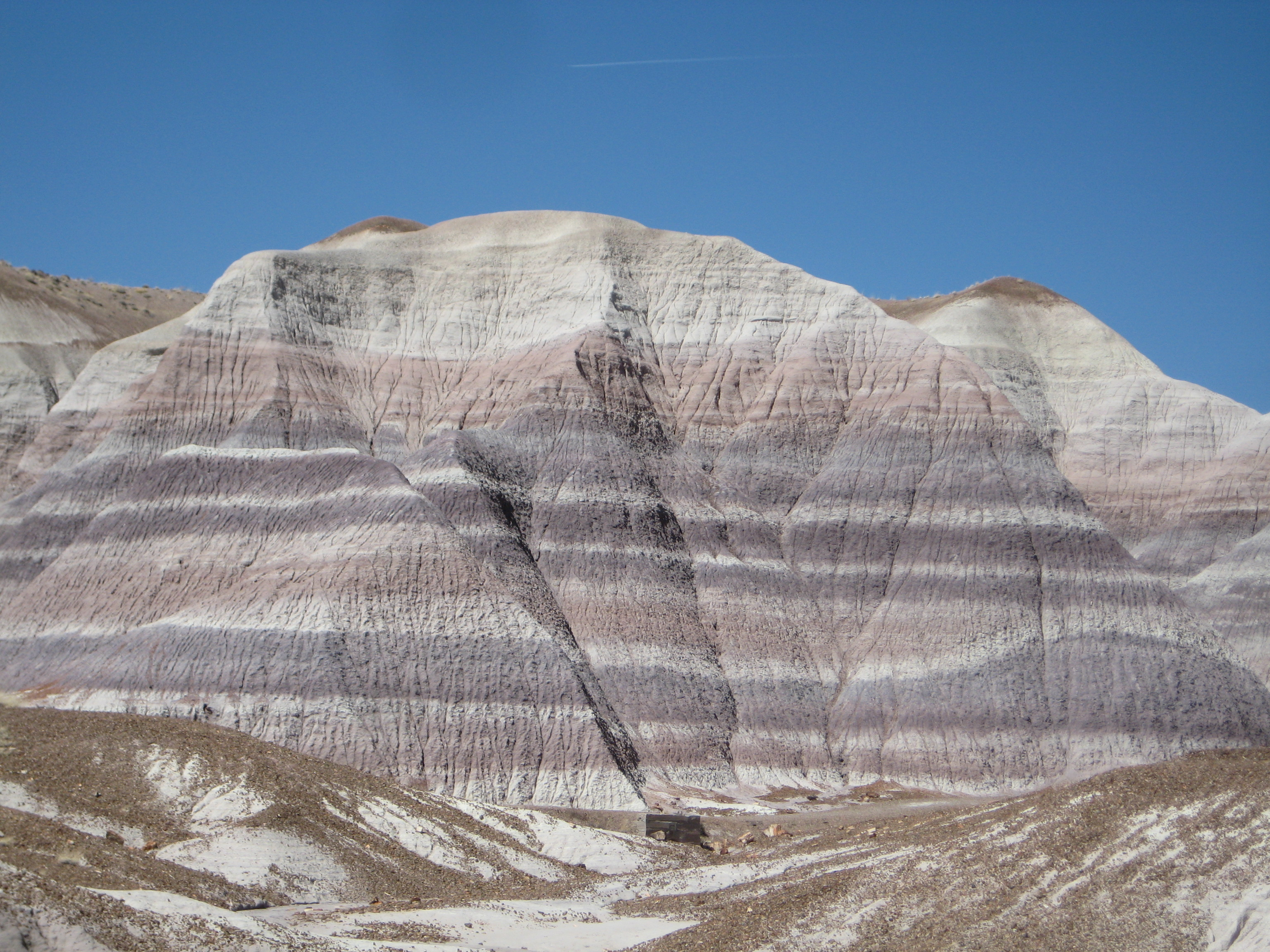
Глини в пластах осадових порід.

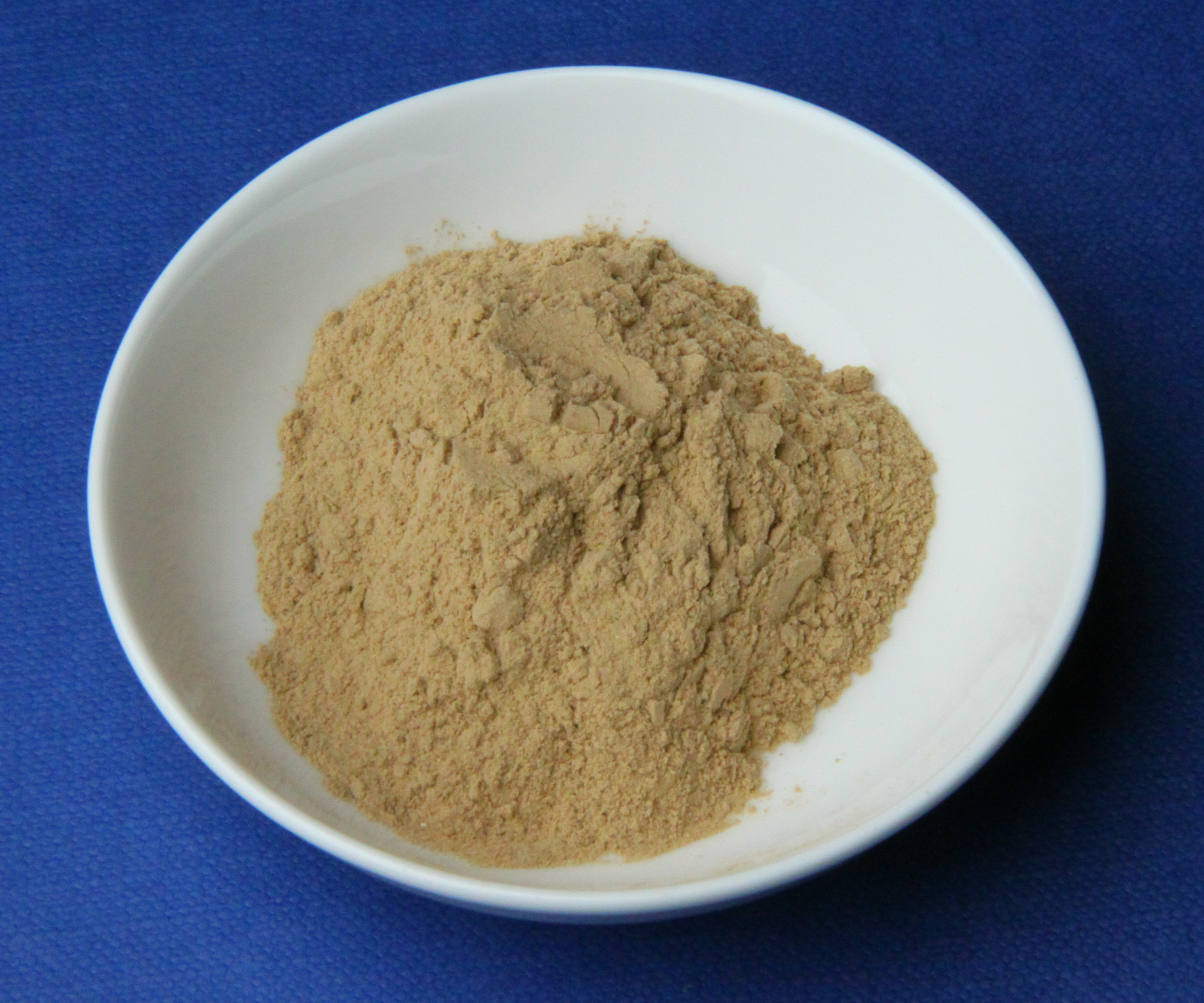
Глина у подрібненому вигляді.

Гли́на — пластична осадова гірська порода, що складається переважно з глинистих мінералів (каолініт, гідрослюди тощо). Тип глини виділяють за переважанням в ній того чи іншого глинистого мінералу.
Глини становлять близько 50 % всіх осадових гірських порід земної кори.
Глини — землисті незцементовані гірські породи, утворені частинками розміром менше 0,01 мм переважно глинистих, а також інших мінералів, що здатні з водою утворювати пластичну тістоподібну масу, яка при висиханні зберігає надану форму, а після випалювання набирає твердість каменю і міцність.

## Види
За характером технологічних вимог промисловості серед глин виділяють чотири найважливіші групи: легкотопні, вогнетривкі та важкотопні; каоліни; адсорбційні (високодисперсні монтморилонітові).
Глина може бути білою, сірою, червоною, жовтою, блакитною або чорною.
За розташуванням виділяють глину підстелення.

## Склад
Містить багато силікатів алюмінію і марганцю з залізом, калієм, натрієм і органічними речовинами.
Містить понад 50 % часточок розміру менше 0,01 мм (у тому числі 25 % — менше 0,001 мм). Комплекс глинистих мінералів: каолініт, монтморилоніт та гідрослюда. При збільшенні кількості грубоуламкового матеріалу глини переходять в алеврити та піски. Головні хімічні компоненти глини: SiO2 (30—70 %), Al2О3 (10—40 %), Н2O (5—10 %), крім того присутні Fe2O3 (FeO), TiO2, CaO, MgO, К2O, Na2O, CO2 та інші.
Глини становлять бл. 50 % всіх осадових гірських порід земної кори.

## Фізичні властивості глин
При зволоженні пластична, при нагріванні (випалі) стає міцною і твердою. Глина може утримувати воду, що сприяє створенню водоносних шарів у ґрунті.
Розрізнюють дві групи властивостей глин:
1. які визначають характеристики міцності, тривкості, крихкості (густина, щільність, опір зсуву, пластичність, структурна в'язкість);
2. які визначають гідростійкість глин (пористість, водопроникність, розмокання, набухання, природна вологість).
Основною властивістю першої групи є пластичність — здатність твердих тіл змінювати форму і розміри під дією зовнішніх сил без розривів суцільності і зберігати залишкову деформацію після зняття сил.
Пластичність характеризується числом пластичності: Р = Wв — Wн, %,
де Wв — вологість на верхній межі, коли глина переходить з пластичного стану в рідкий, %;
Wн — вологість на нижній межі, коли глина втрачає пластичність, %.
Основними властивостями другої групи, що визначають гідростійкість глин, є розмокання та набухання.
Розмокання оцінюється часом повного руйнування зразка глини у воді tр при dm/dt = 0.

Схема набухання глини

Питоме набухання (Н) характеризує зміну висоти зразка по відношенню до його первинного значення, в % (див. рис.). H = 100 (h1- ho)/ ho= 100 * Δh / ho, %, де h1 i ho — кінцева і початкова висота зразка
Комплексною оцінкою процесу промивки є промивність — здатність руд промиватися водою до повного розриву зв'язку зерен між собою і звільнення їх від глини.
За промивністю руди поділяють на 4 категорії, які характеризуються числом пластичності:
- легкопромивні Р < 3.
- середньопромивні Р = 3–15.
- важкопромивні Р = 15–20.
- сильно важкопромивні Р > 20.

### Гранулометричний склад, фізико-механічні властивості глин
Гранулометричний склад глин залежить від літологічного складу порід і ступеня їх руйнування. Більш м'які породи (вапняки, пісковики, сланці) містять більше тонкого глинистого матеріалу, ніж тверді. Найважчі для збагачення стародавні розсипи, що характеризуються значним вмістом тонких глинистих мінералів. Глинисті мінерали утворилися в процесі вивітрювання корінних порід. Вони мають складний хімічний склад, відповідно з яким класифікуються на групи: каолініту, галуазиту гідрослюди і монтморилоніту. Мінерали цих груп відрізняються за пластичними властивостями, а також за здатністю зв'язуватись з водою з утворюванням агрегатів. Більшою мірою «глинисті» властивості (пластичність, липкість та ін.) проявляються у порід групи монтморилоніту, в меншою — у порід групи каолініту, що пояснюється будовою кристалічної ґратки мінералів. Однак пластичні властивості глин визначаються не тільки ступенем дисперсності частинок, але й їх пластинчастою формою.
До фізико-механічних властивостей глин відносять: густину, пластичність, пористість, розмокання, набухання, водопроникність, природну вологість, структурну в'язкість, опір зсуву.
- Міцність глинистого матеріалу залежить від його вологості: при збільшенні вологості міцність спочатку збільшується до максимуму, а потім зменшується.
- Пластичністю називають властивість матеріалу при постійному об'ємі змінювати форму і зберігати її без розриву суцільності. Пластичність характеризується числом пластичності, що визначається як різниця між вологовмістом глини при верхній і нижній межі пластичності. За числом пластичності глинисті породи характеризуються таким чином: супіски — до 7, суглинки — 7–17, глини — понад 17. Чим більше число пластичності, тим важче матеріал дезінтегрується.
- Граничне насичення глини водою визначається як максимальна молекулярна вологоємність. Вона знаходиться у тісній кореляційній залежності від інших властивостей глин і тому може бути прийнята одним з показників властивостей глин. Для супісків максимальна молекулярна вологоємність складає 9–13 %, для суглинків і глин — 25–35 %.
- Розмокання — здатність глин при всмоктуванні води втрачати зв'язність частинок і руйнуватися. Основний показник, що характеризує цю властивість — швидкість розмокання глини, яка залежить від вмісту в ній глинистих частинок і їх мінерального складу.

Порівняння природної вологості глини з вологістю, що відповідає межам її пластичності, дозволяє з деякою точністю оцінювати стан глини і її можливості руйнування при промивці.
- Липкість — одна з властивостей глин, що тісно зв'язана з пластичністю. Під липкістю розуміють здатність достатньо в'язкої рідини прилипати до твердої поверхні. Прилипання обумовлюється різними причинами: в одних випадках — в'язкістю проміжного прошарку між твердими тілами; в інших — дією молекулярних і електростатичних сил; в третіх — явищами зростання або зварювання. Липкість проявляється тільки при достатній вологості глини, вона обумовлюється наявністю колоїдного прошарку між твердою поверхнею і поверхнями глинистих матеріалів.
- Набухання глин. До найхарактерніших властивостей глин належить їх здатність до набухання у водному середовищі. Набухання пояснюється наявністю подвійного електричного шару (ПЕШ) на поверхні частинок, що занурені у воду. При достатньо близькій відстані поверхонь, що мають однаковий за знаком і будовою подвійний шар йонів, периферійні частинки обох йонних шарів взаємно перекриваються. Внаслідок того, що вони мають один знак, виникають сили взаємного електричного відштовхування, які розсовують частинки. Таким чином, чим більша поверхнева енергія частинок, тим більше набухання глин.

## Використання
Глиняні таблички були використані як перше відоме письмове середовище, написи клинописом виконувались за допомогою тупої тростини, яка називається стилем (стилусом).
Вироби, виліплені з глини і випалені у вогні, називаються керамічними.
Зі звичайної глини виготовляють горщики для квітів, глечики, миски та інший посуд.
З білої глини виготовляють порцеляновий та фаянсовий посуд (горнятка, тарілки, чайники), реактивні двигуни, різноманітні технічні деталі. Такої глини є багато в Україні, Уралі, Сибіру. Є особлива глина, яка йде на виготовлення вогнетривкої цегли та посуду, який не тріскається навіть за дуже високої температури.
Глини жовтого, рожевого, червоного, сірого, зеленого кольорів залежно від їхніх властивостей використовують для виготовлення цегли, черепиці, облицювальних плиток, домашніх прикрас (декоративних статуеток, вазонів для квітів), гончарного посуду.
Глини використовують у медицині (як адсорбент), застосовують при виробництві паперу, фарб, гуми, мила, цементу, алюмінію.
У ливарному виробництві використовують глини як зв'язувальний компонент формувальних сумішей для виготовлення ливарних форм; крім того, глини входять до складу ливарних фарб у вигляді глинистої суспензії, яка у зваженому стані підтримує протипригарний матеріал. У цій галузі промисловості застосовуються як вогнетривкі, так і тугоплавкі глини, а також бентонітові, які мають високу зв'язувальну властивість.
Вимоги промисловості до глин, які використовують у ливарному виробництві, визначені ГОСТ 3226-93. Найпридатнішими для виготовлення ливарних фарб вважаються бентонітові глини. Для оцінення формувальних глин велике значення має вміст у них шкідливих домішок (S, CaO+MgO, NaO+KO і оксиди Fe).
Глина є одним з найстаріших будівельних матеріалів на Землі, поряд з каменем та деревом. Глину використовують для створення саману, кобу, кордвуду, утрамбованих глиняних структур і будівельних елементів, глинобиту, мазанки.

## Використання та видобування глин у первісні та стародавні часи

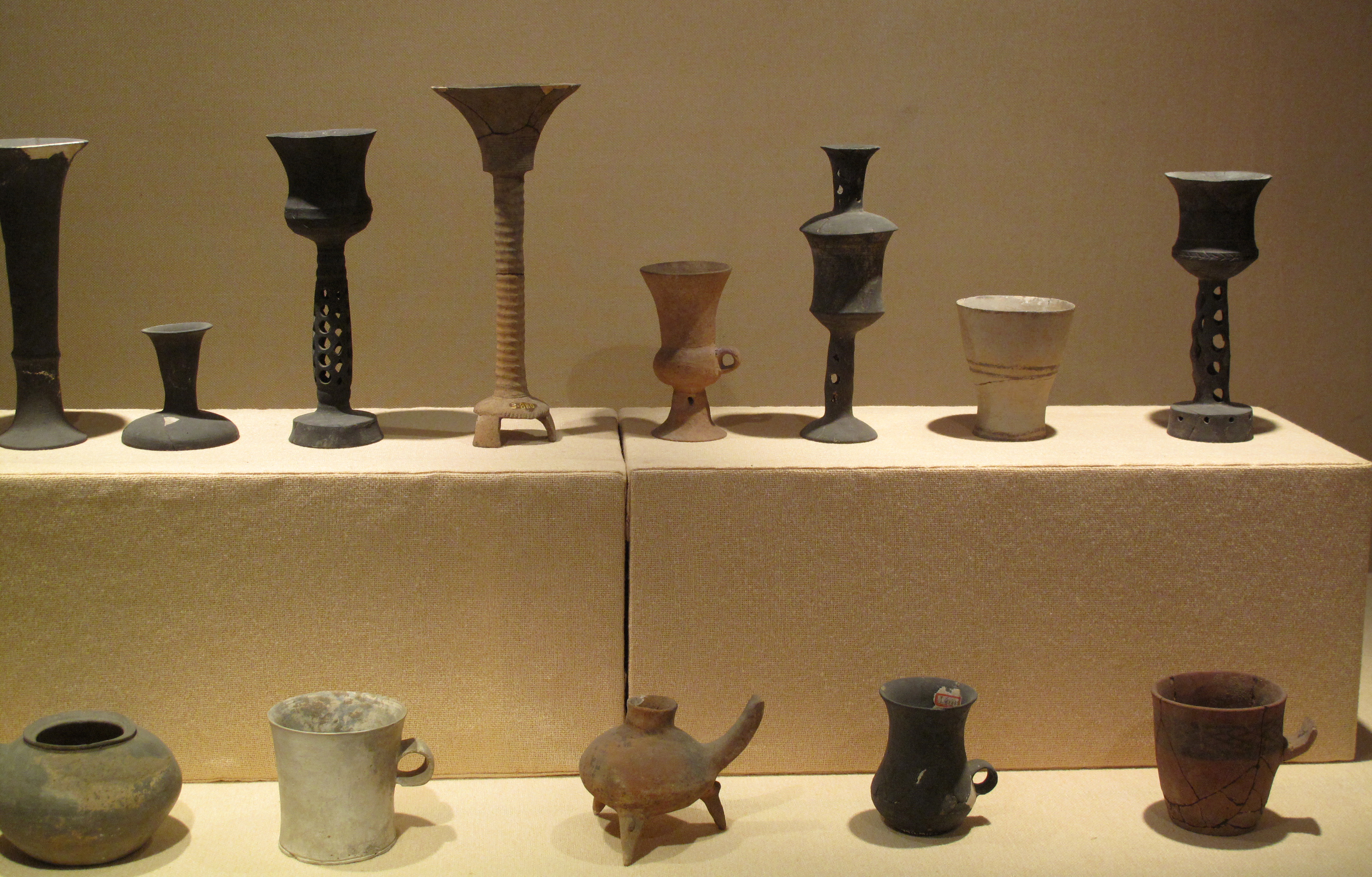
Глиняний посуд з неолітичної культури Лонгшань, Китай, 3 тис. до н. е.

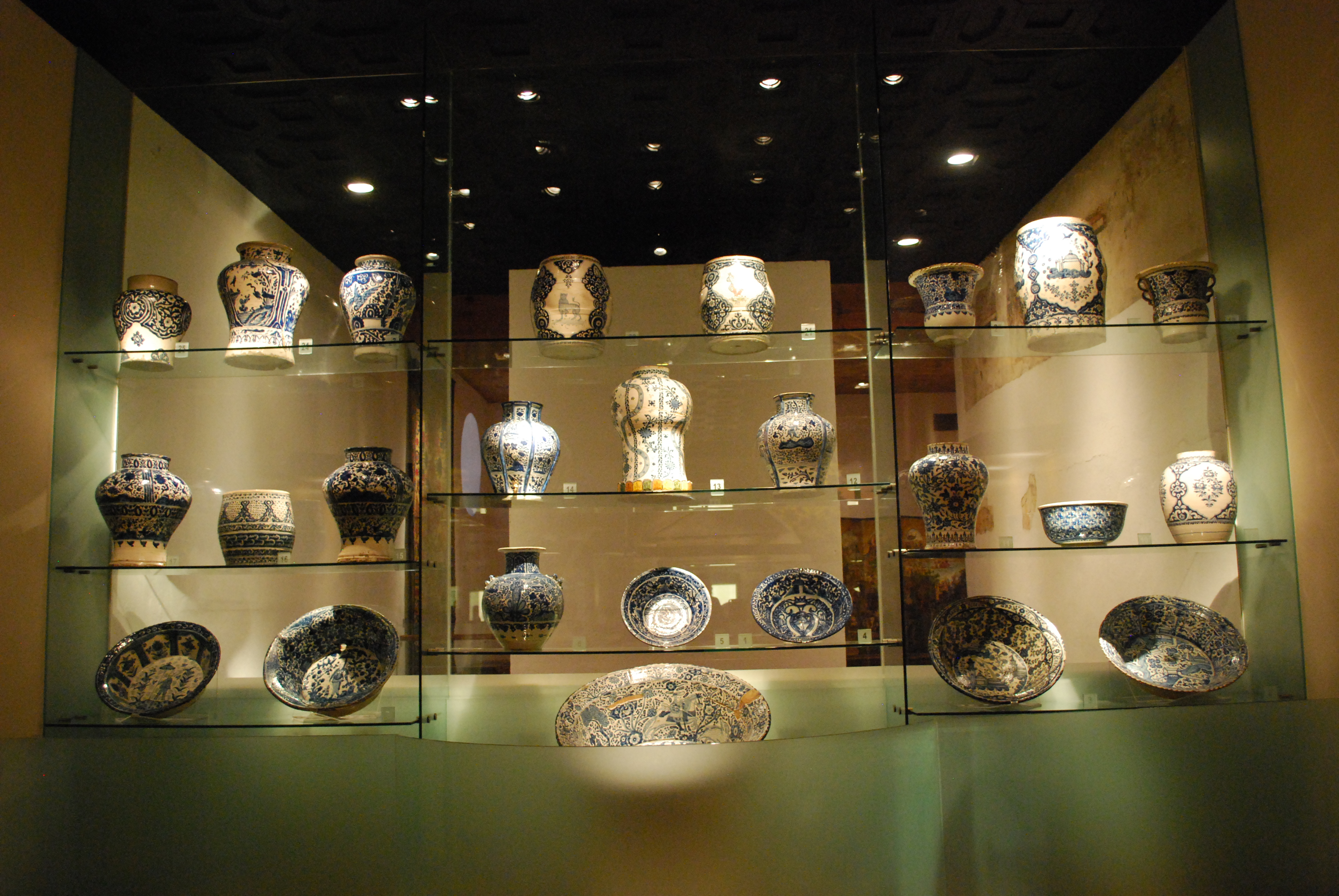
Найдавніші вироби з глини в Museo Franz Mayer

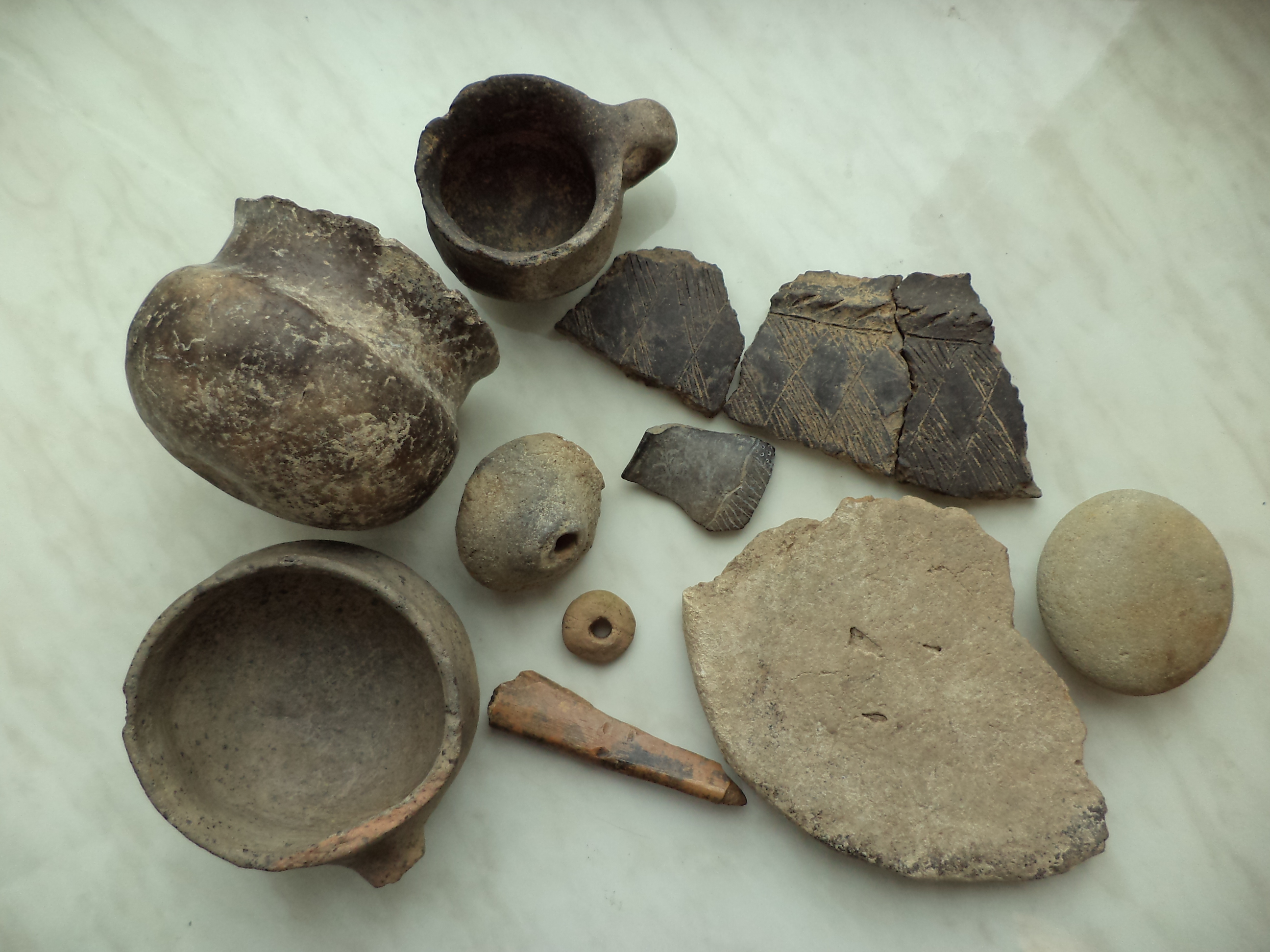
Кераміка чорноліської культури: кубки, уламок глиняного «хлібчика», глиняне грузило, черепок із характерним рисунком

Початок використання глини сягає глибокої давнини. Первісна людина не могла не звернути увагу на здатність вологого глинистого ґрунту сприймати й утримувати відбитки слідів і різних важких предметів. Це дозволило перейти до виготовлення з пластичного глинистого матеріалу різноманітних речей, спершу — ляльок і культових фігурок, пізніше — посудин, необхідних для зберігання рідини й готування їжі. Фрагменти (черепки) глиняного посуду є найчастішими знахідками під час розкопок археологічних пам'яток епохи неоліту (починаючи з VII тис. до н. е.).
Деякі найдавніші гончарні осколки вилучені з центрального міста Хонсю, Японія. Вони пов'язані з культурою Дзьомон, а родовища, з яких було видобуто, датуються приблизно 14 000 р. до н. е.
Глиняні дощечки були першим відомим письмовим середовищем

### Виробництво глиняного посуду
Тривалий час глиняний посуд висушували лише на повітрі (не обпалювали). Бажання прискорити цей процес за сталого виготовлення посуду привело до розміщення виробів біля багаття. Імовірно таким чином було відкрито властивості глин під дією вогню виявляти вищі міцнісні якості. З часом було створено гончарні печі (горни), які забезпечували необхідний температурний режим і рівномірність обпалювання керамічних виробів.
Уже в період неоліту в розвинутих центрах гончарства використовували печі, що складалися з двох рукавів — вертикального й горизонтального. Такий горн зводили на крутому березі річки, або на схилах ярів чи пагорбів, використовуючи рельєф для утворення L–подібної порожнини. Горизонтальний рукав слугував паливником, а вертикальний забезпечував природне дуття (саме в ньому розміщували висушені глиняні горщики). В окремих випадках отвір вертикального рукава заповнювали поверх горщиків дрібною глиняною ламанню, протягом 5–6 годин підтримували у топці інтенсивний вогонь, після чого верх горна засипали піском, а отвір паливника замуровували глиною. У такому стані піч залишали на кілька днів (вважають, що температура в такому агрегаті могла перевищувати 1000 °С). Потім розкривали паливник, пізніше — верх горна й витягали керамічний посуд. Такі неолітичні печі були виявлені археологами в Месопотамії, Північній Африці, Східній Європі. Тут гончарна справа не тільки задовольняла важливі утилітарні потреби суспільства, а й уперше наблизилась до вишуканого художнього мистецтва, яскравим прикладом якого є численні керамічні вироби трипільської культури (Україна).
Розуміння якісної зміни властивостей гірських порід за їх вогневої обробки, набуте гончарями в процесі обпалення глин, було використане для термічного перетворення інших корисних копалин, зокрема під час створення скла (починаючи з IV тис. до н. е.). Не виключено, що досвід мурування печей для обпалювання глиняних виробів, а також тиглів для плавлення фаянсової поливи давні гірники-металурги могли використовувати для спроб витоплювання металів. При цьому слід зауважити, що перші свідоцтва плавлення міді (IX — VIII тис. до н. е.) передують знахідкам керамічних виробів (за термінологією археологів — це період докерамічного неоліту), тому гончарні печі не слід вважати прямим прототипом і необхідною умовою виникнення перших металургійних горнів (принаймні, у найдавніших осередках зародження металургії міді).

### Використання глини в будівництві
Величезне значення для подальшого поступу людства мало використання глин з будівельною метою. У перших цивілізаційних центрах, що виникли на рівнинах поблизу басейнів великих річок (території Єгипту, Індії, Китаю, Месопотамії, України), бракувало природного каменю, причому його ламання потребувало великих зусиль і гірничого досвіду, тому основним будівельним матеріалом були глини . Найбільші у світі ранньоземлеробські поселення, мешканці яких освоїли масштабну розробку глин і використовували глинобитні матеріали в будівництві, зафіксовані на території України (трипільська культура). Під час будівництва житла трипільці обмазували глиною дерев'яний каркас, висушували й обпалювали стіни. Площі трипільських поселень (V–III тис. до н. е.) зазвичай сягали кількох десятків гектарів, а в деяких випадках — до 250–400 га, що багаторазово перевищувало розміри відомих протоміст і поселень тогочасного світу (наприклад, площа протоміста Чатал-Гююк дорівнювала 13 га, легендарного Єрихону — 15 га).
Видатним винаходом людства було створення дрібнорозмірних будівельних елементів у вигляді формованого з глини сирцю. Найдавніші свідчення застосування невипаленої глиняної цегли походять з Центральної Анатолії. З такої великогабаритної цегли було збудоване селище Ашиклі-Гююк, огороджене оборонною стіною (перша половина IX тис. до н. е.), і згадуване протомісто Чатал-Гююк, причому сирцеве мурування датоване тут серединою VII тис. до н. е. Дещо пізніше виготовлення сирцевої цегли опанували в Давньому Єгипті і Месопотамії. Ймовірно саме тут у III тис. до н. е. почали виробляти випалену цеглу, яка ефективно протистояла волозі й мала високу довговічність. Значущість цієї події відображено навіть у Біблії: «І мовляли одно одному: Нумо лишень робити цеглу та випалювати. І була в них цегла за камінь, а земляна смола (бітум) за вапну. І мовляли: Нумо споруджувати місто із баштою, щоб її верх був до небес».
Припускають, що Вавилонською вежею називали зикурат Етеменанкі («будівля, де сходяться земля і небо»), підвалини якого збереглися до нашого часу. Руїни величезних зикуратів (від дієслова «zugaru» — «будувати високо») виявлено на території Іраку та Ірану, причому розміри фундаментів цих споруд іноді були більшими ніж 100 на 100 м, а обрахована висота — 50 м. Будівництво подібних храмів, а також самого міста Вавилона потребувало розробки величезних глиняних кар'єрів, про розміри яких можна тільки здогадуватися за залишеними «слідами» великого міста .
Цікаво, що під час будівництва найбільшої споруди в історії людства — Великої китайської стіни, загальна протяжність якої понад 5 тис. км, основним будівельним матеріалом (поряд із кам'яними плитами) були глина й глиняна цегла. Об'єми видобутку глини для зведення стіни становили тільки за часів царювання імператора Ши Хуан-ді (III ст. до н. е.) більше 30 млн м³. Зв'язок споруд-гігантів і гірничих розробок, що забезпечували їх глинами, характерна риса розвитку промислу будівельних матеріалів у стародавньому світі.

### Видобуток глини
Уже в неоліті широке розповсюдження дістають ямний та кар'єрний способи розробки глин. Це зумовлено тим, що глиняні поклади виходять на земну поверхню або перебувають під тонкими шарами поверхневих ґрунтів, що не потребує значних обсягів розкривних робіт. За знаряддя праці правили дерев'яні та кістяні копачки, кам'яні сокири, пізніше — кайла й лопати. Способи видобутку глин майже не змінювалися протягом кількох тисячоліть.
Найдавнішим зображенням праці гірників, яке дійшло до нашого часу, є глиняна табличка VII ст. до н. е., знайдена в святилищі Посейдона поблизу Коринфа (Греція). На ній відтворено ямну розробку глини: ліворуч гірник підіймає кайло, щоб у наступну мить відбити шматок глини від стінки виробки, на дні ями хлопчик навколішки збирає грудки в кошик, праворуч — чоловік передає хлопцеві важку посудину з глиною; для повноти композиції посередині зображена амфора з водою. Цікаво, що на багатьох табличках із храму Посейдона, де були зображені різні ремесла, гірництво представлено видобутком глин (свідчення значної поширеності саме цих гірничих робіт).
Випалювання глини в найдавніші часи зафіксовано науковцями і в Україні, що свідчить про паралельне з іншими народами світу винайдення на території України першого штучного матеріалу — кераміки

## Поширення в Україні
В Україні найцінніші в господарському відношенні глини є в межах Українського щита (Вінницька, Дніпропетровська, Запорізька, Черкаська, Кіровоградська та Хмельницька область) та у Північно-Західному Донбасі. Родовища бентонітових глин експлуатують у Черкаській та Закарпатській областях. Полімінеральні глинисті породи поширені у осадових відкладах всієї України — їх використовують численні цегельні та цементні заводи.

## Окремі родовища
- Часово-Ярське родовище вогнетривких глин
- Кіровоградське родовище вогнетривких глин
- Веселівське родовище вогнетривких глин
- Новорайське родовище вогнетривких глин
- П'ятихатське родовище вогнетривких глин

## Цікаві факти
- богиня Нюйва ліпила китайців з жовтої глини[джерело?].
- рідку (сильно розмочену) глину використовують гончарі для зліплювання глиняних деталей[джерело?]
- чим жирніша глина, тим гірше вона розмочується[джерело?].